# Дзаппакоста, Давиде
Дави́де Дзаппако́ста (итал. Davide Zappacosta; 11 июня 1992, Сора, Фрозиноне) — итальянский футболист, защитник итальянского клуба «Аталанта». Выступал за сборную Италии.

## Клубная карьера
Родился в Соре, Лацио. В шесть лет присоединился к молодёжной команде местного клуба. В 2008 году перешёл в соседний «Исола Лири», появляясь в нескольких молодёжных чемпионатах.
В январе 2011 Дзаппакоста присоединился к «Аталанте» и провёл там шесть месяцев. Летом в совместном владении перешёл в «Авеллино», где два года играл в Высшем дивизионе Профессиональной лиги, после чего «Авеллино» прошёл в Серию B. Свой первый гол в Серии В забил в матче против «Новары».

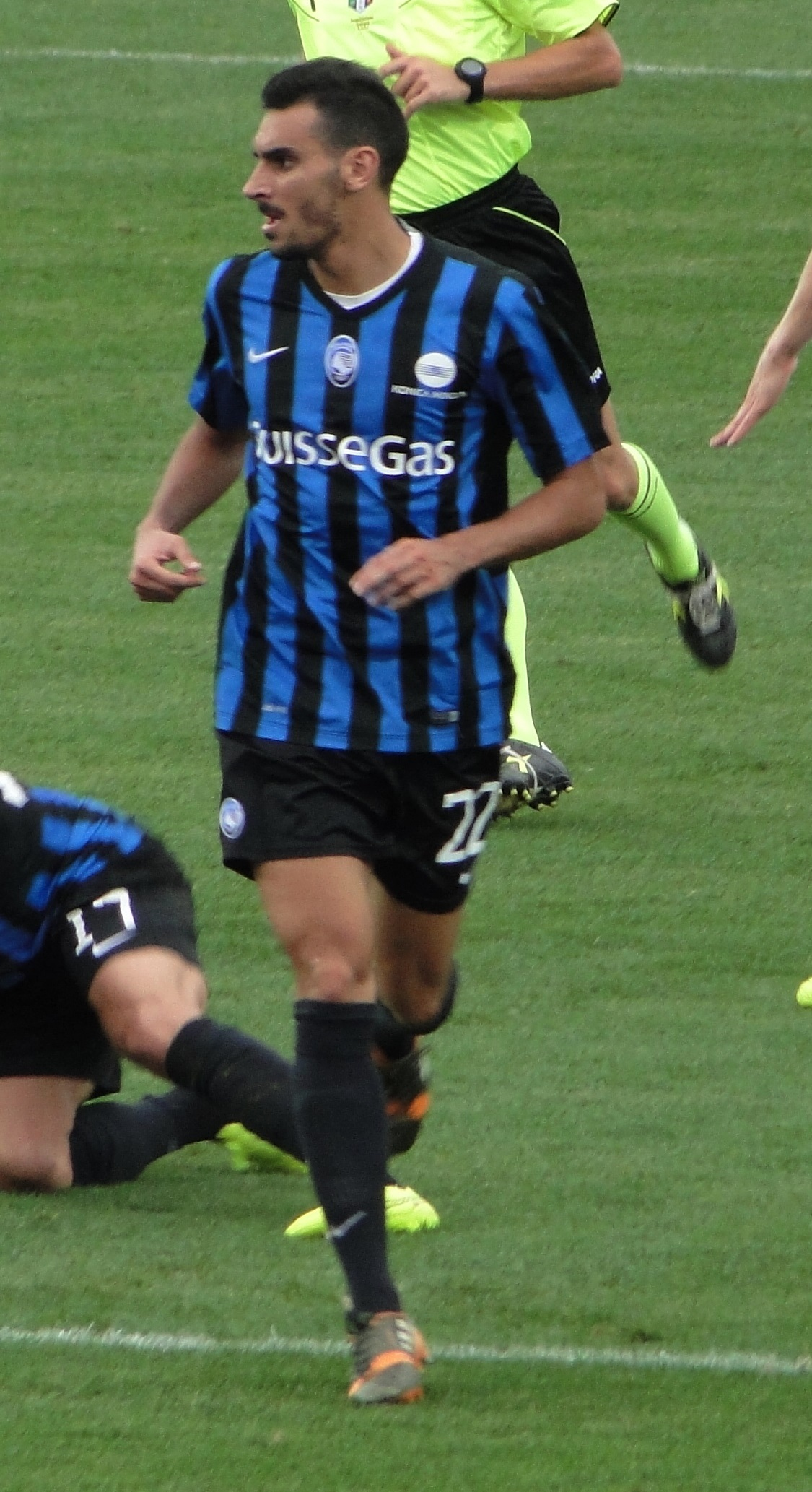
Давиде в составе «Аталанты» в 2014 году

4 июля 2014 года Давиде вернулся в «Аталанту», которая пробилась в Серию А после четырёхлетнего перерыва. Дебютировал в Серии А 31 августа, в игре с «Вероной» (0-0). 6 января 2015 года он забил свой первый гол в Серии А, во время игры с «Дженоа» (2-2), а через неделю — ещё один, с «Кьево».
10 июля 2015 года он был продан «Торино» вместе с Даниеле Базелли. Сумма трансфера составила 10 миллионов евро.
31 августа 2017 года Дзаппакоста перешёл в «Челси», подписав контракт до лета 2021 года. Сумма трансфера составила 28 миллионов евро. В команде он выбрал себе № 21. 12 сентября 2017 года забил первый гол за новую команду в своём дебютном матче в Лиге чемпионов против азербайджанского «Карабаха» в рамках группового этапа. Тем самым он стал 100-м итальянцем, отличившимся в главном еврокубковом турнире.
29 мая 2019 года в финале Лиги Европы УЕФА против лондонского «Арсенала» (4:1) вышел на замену на 89-й минуте.
В 2019 году Давиде перешёл в «Рому» из «Челси». Арендное соглашение подписано на 6 месяцев с дополнительной опцией, согласно которой аренду могут продлить до 30 июня 2020 года. В команде он будет выступать под 2-м номером.

## Карьера в сборной
Дебютировал в молодёжной сборной Италии 5 сентября 2013 года, в игре против Бельгии.
В чемпионате Европы среди молодёжных команд 2015 года принял участие во всех трёх играх, но сборная Италии не смогла выйти из группы. Всего за молодёжную сборную Италии сыграл 17 матчей в 2013—2015 годах.
12 ноября 2016 года в возрасте 24 лет дебютировал в составе национальной сборной Италии в отборочном матче чемпионата мира 2018 года против Лихтенштейна в Вадуце (4:0). Всего в отборочном турнире чемпионата мира 2018 года сыграл пять матчей. Последний матч за сборную сыграл 7 сентября 2018 года в Лиге наций против сборной Польши.

## Достижения
«Челси»
- Обладатель Кубка Англии: 2017/18
- Победитель Лиги Европы УЕФА: 2018/19

«Аталанта»
- Победитель Лиги Европы УЕФА: 2023/24

## Клубная статистика
По состоянию на 10 мая 2018 года
| Выступление      | Выступление               | Выступление      | Лига | Лига | Кубки | Кубки | Еврокубки | Еврокубки | Итого | Итого |
| Клуб             | Лига                      | Сезон            | Игры | Голы | Игры  | Голы  | Игры      | Голы      | Игры  | Голы  |
| ---------------- | ------------------------- | ---------------- | ---- | ---- | ----- | ----- | --------- | --------- | ----- | ----- |
| Исола Лири       | Второй дивизион           | 2009/10          | 2    | 0    | 0     | 0     | 0         | 0         | 2     | 0     |
| Исола Лири       | Второй дивизион           | 2010/11          | 12   | 1    | 0     | 0     | 0         | 0         | 12    | 1     |
| Исола Лири       | Итого                     | Итого            | 14   | 1    | 0     | 0     | 0         | 0         | 14    | 1     |
| Авеллино         | Высший дивизион / Серия B | 2011/12          | 27   | 0    | 0     | 0     | 0         | 0         | 27    | 0     |
| Авеллино         | Высший дивизион / Серия B | 2012/13          | 24   | 1    | 3     | 0     | 0         | 0         | 27    | 1     |
| Авеллино         | Высший дивизион / Серия B | 2013/14          | 32   | 2    | 4     | 0     | 0         | 0         | 36    | 2     |
| Авеллино         | Итого                     | Итого            | 83   | 3    | 7     | 0     | 0         | 0         | 90    | 3     |
| Аталанта         | Серии А                   | 2014/15          | 29   | 3    | 1     | 0     | 0         | 0         | 30    | 3     |
| Аталанта         | Итого                     | Итого            | 29   | 3    | 1     | 0     | 0         | 0         | 30    | 3     |
| Торино           | Серии А                   | 2015/16          | 25   | 1    | 1     | 0     | 0         | 0         | 26    | 1     |
| Торино           | Серии А                   | 2016/17          | 29   | 1    | 0     | 0     | 0         | 0         | 29    | 1     |
| Торино           | Серии А                   | 2017/18          | 2    | 0    | 1     | 0     | 0         | 0         | 3     | 0     |
| Торино           | Итого                     | Итого            | 56   | 2    | 2     | 0     | 0         | 0         | 58    | 2     |
| Челси            | Премьер-лига              | 2017/18          | 22   | 1    | 8     | 0     | 5         | 1         | 35    | 2     |
| Челси            | Итого                     | Итого            | 22   | 1    | 8     | 0     | 5         | 1         | 35    | 2     |
| Всего за карьеру | Всего за карьеру          | Всего за карьеру | 204  | 10   | 18    | 0     | 5         | 1         | 227   | 11    |